# Conus monachus
Conus monachus é uma espécie de gastrópode do gênero Conus, pertencente a família Conidae.